# Tursiops aduncus
El delfín de Indo-Pacífico (Tursiops aduncus) es una especie de cetáceo odontoceto de la familia Delphinidae que viven en las aguas alrededor de la India, el norte de Australia, el sur de China, el mar Rojo, y la costa oriental de África.

## Descripción
La coloración de su dorso es gris oscuro y la zona ventral gris claro (o blanco oscuro).